# Niels B. Christiansen
Niels Bjørn Christiansen (født 12. april 1966 i Sønderborg) er en dansk erhvervsleder, som siden 1. oktober 2017 har været administrerende direktør for LEGO Group. Han er ikke i familie med grundlæggerfamilien.

## Uddannelser
Student fra Aabenraa Statsskole
Christiansen er uddannet som civilingeniør fra DTU i 1991.
Han har desuden afsluttet en MBA fra INSEAD i 1993.

## Erhvervskarriere
- 1991 – 1995 Management Consultant hos McKinsey
- 1995 – 1997 Vicepresident for Corporate Development i Hilti Corporation.
- 1997 – 2000 Ansat ved GN Netcom
- 2000 – 2003 Administrerende direktør for GN Netcom
- 2003 – 2004 Group Excecutive Vice President i GN Store Nord
- 2004 – 2005 Executive Vice President hos Danfoss
- 2005 – 2006 Chief Operating Officer, Danfoss
- 2006 – 2008 Viceadministrerende direktør, Danfoss
- 2008 – 2017 Administrerende direktør, Danfoss[2]
- 2017 – Administrerende direktør, LEGO Group
- 2025 – Administrerende direktør, LEGO Holding

Økonomisk Ugebrev anslog Niels B. Christiansens løn fra Danfoss til i 2015 at have været på 50 mio. kroner, hvilket gjorde ham til Danmarks højst lønnede erhvervsleder.

## Bestyrelsesposter
- Formand for bestyrelsen for Demant A/S[4]
- Næstformand for bestyrelsen for William Demant Fonden[5]
- Medlem af bestyrelsen for Tetra Laval Group[6]